# Zygotritonia nyassana
Zygotritonia nyassana är en irisväxtart som beskrevs av Gottfried Wilhelm Johannes Mildbraed. Zygotritonia nyassana ingår i släktet Zygotritonia och familjen irisväxter. Inga underarter finns listade i Catalogue of Life.